# Fengäddor
Fengäddor (Polypteridae) är en familj i underklassen strålfeniga fiskar och den enda recenta (nu levande) djurgruppen i infraklassen Cladistia. Trots trivialnamnet är de inte närmare släkt med gäddor. De vetenskapliga namnen för familjen och ordningen, Polypteridae respektive Polypteriformes, är sammansatt av de grekiska orden poly (många) och pteron (fena).
För den västerländska vetenskapen blev familjen känd genom Étienne Geoffroy Saint-Hilaire, som var naturforskare under Napoleons expedition till Egypten.

## Utbredning
Fengäddor lever i tropiska delar av Afrika och förekommer nästan uteslutande i sötvatten. Bara öronålen (Erpetoichthys calabaricus) vistas ibland i bräckt vatten. Allmänt ligger utbredningsområdet söder om Sahara, bara arten Polypterus bichir förekommer i Nilen upp till Egypten. I syd begränsas utbredningsområdet av Kongoflodens slättland, i Zambesi finns däremot inga fengäddor. I östra Afrika förekommer fengäddor i Victoriasjön, i Turkanasjön, i Tanganyikasjön och i Rukwasjön men inte i Malawisjön och inte heller i floder som mynnar i Indiska oceanen.

## Kännetecken
Arterna har ett ål- eller ormliknande utseende och når en kroppslängd mellan 23,5 cm och en meter. På ryggen har de 5-18, från varandra skilda, ryggfenor. Vid framkanten av varje ryggfena sitter en tagg som ger fenan stöd. Kroppen är täckt av rombformiga fjäll som bildar ett slutet pansar. Liksom läppfiskar (Labridae) rör sig fengäddor främst med hjälp av bröstfenorna.

## Levnadssätt
Fengäddor lever främst i stillastående eller långsamrinnande vattenansamlingar och vistas där främst nära strandlinjen där det finns mycket vattenväxter. De är främst aktiva under skymning och gryning medan de på dagen vilar nära vattendragets botten. Fengäddor smyger sig långsamt fram till bytet och fångar födan med en hastig rörelse. Födan som utgörs av insektslarver, maskar, kräftdjur, mindre fiskar och små groddjur slukas helt. Fengäddor uthärdar även syrefattiga vattendrag och de överlever en tid i leran om vattnet skulle torka ut.

## Systematik

### Yttre systematik

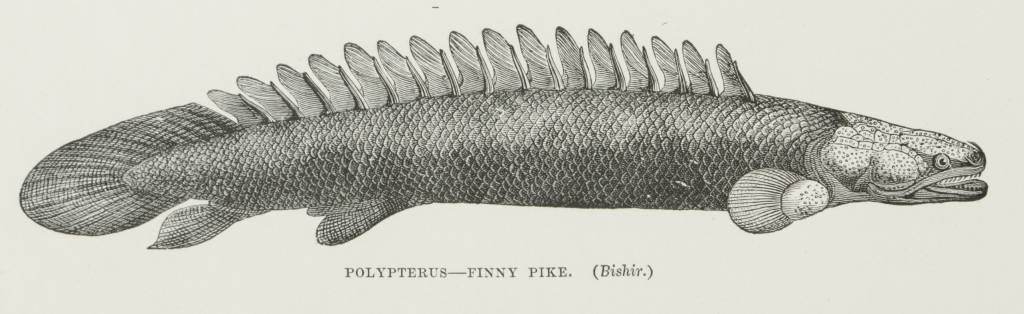
Teckning som föreställer arten Polypterus bichir.

Familjen fengäddor är den enda systematiska gruppen i ordningen Polypteriformes. De utgör mycket ursprungliga benfiskar. Ordningens position i systematiken var länge omstridd och är det delvis även idag. På grund av vissa likheter i bröstfenornas konstruktion räknades fengäddor tidigare till underklassen lobfeniga fiskar (Sarcopterygii) eller till den parafyletiska underklassen Crossopterygii som numera är inordnad i Sarcopterygii. Ett italienskt forskarlag kom 2004 fram till slutsatsen att fengäddorna tillhör de lobfeniga fiskarna och att de där utgör systergruppen till lungfiskarna (Dipnoi). Studien undersökte DNA från mitokondrier och cellkärnor men slutsatsen har inte nått en bredare acceptans.
En annan teori kring deras systematik förekommer i mera konservativa redovisningar. Där fengäddorna placeras, tillsammans med de störartade fiskarna (Acipenseriformes) och flera andra utdöda benfiskar som levde mellan devon och äldre jura, i underklassen broskganoider (Chondrostei).
Efter uppkomsten av den kladistiska systematiken räknas fengäddorna främst till underklassen strålfeniga fiskar (Actinopterygii). Där bildar de tillsammans med den utdöda familjen Guildayichthyidae en egen infraklass med namnet Cladistia, som utgör systergruppen till alla övriga strålfeniga fiskar. Familjen Guildayichthyidae är bara känd från två fossila arter, Guildayichthys carnegiei och Discoserra pectinodon, som levde för cirka 330 miljoner år.
Följande kladogram förtydligar den aktuella teorin:
```
Benfiskar
 (Osteichthyes)
 |
 |--- 
Lobfeniga fiskar
 (Sarcopterygii) och 
landryggradsdjur
 (Tetrapoda)
 |
 |--- 
Strålfeniga fiskar
 (Actinopterygii)
              |
              |--- Alla övriga strålfeniga fiskar
              |
              |--- Cladistia
                       |
                       |--- † 
Guildayichthyidae

                       |--- 
Fengäddor
 (Polypteridae)
```

Även den nyaste teorin avfärdas av några biologer. Den dansk-svenska paleontologen Hans Bjerring bestrider den gängse uppfattningen att fengäddorna hör till gruppen strålfeniga fiskar, han framhåller bland annat att den påstådda homologin mellan kraniets täckben hos fengäddor och andra strålfeniga fiskar är felaktig.

### Inre systematik

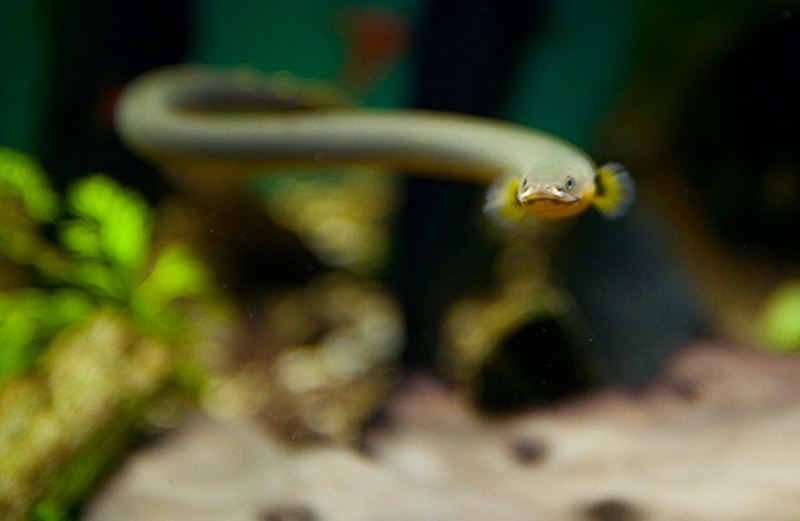
Öronålen (Erpetoichthys calabaricus) utgör ett eget släkte.

I familjen beskrevs 12 arter, av dessa tillhör 11 släktet Polypterus och öronålen bildar det monotypiska släktet Erpetoichthys. I motsats till andra fengäddor saknar öronålen bröstfenor och den är dessutom i jämförelse till kroppslängden smalare än andra fengäddor.
- Polypterus
  - Polypterus ansorgii Boulenger, 1910
  - Bichir (Polypterus bichir) Lacepède, 1803
  - Randig fengädda (Polypterus delhezi) Boulenger, 1899
  - Polypterus endlicherii Heckel, 1847
  - Polypterus mokelembembe Schliewen & Schäfer, 2006
  - Marmorerad fengädda (Polypterus ornatipinnis) Boulenger, 1902
  - Polypterus palmas Ayres, 1850
  - Polypterus retropinnis Vaillant, 1899
  - Vanlig fengädda (Polypterus senegalus) Cuvier, 1829
  - Polypterus teugelsi Britz, 2004
  - Polypterus weeksii Boulenger, 1898
- Erpetoichthys
  - Öronål (Erpetoichthys calabaricus) Smith, 1865